# Шейная гривна
Гри́вна — серебряное или золотое изделие (украшение, знак отличия или различия) в виде обруча, носившееся на шее, в том числе на Руси.
Встречаются также варианты из бронзы и железа, витые и гладкие версии. Шейные гривны изготавливались из толстой проволоки (дрота), иногда перекрученной, с петлеобразно загнутыми концами. Гривны редко застёгивались, чаще они были сжаты так, что их концы заходили далеко друг за друга. Носились на шее по одной и по две, иногда вместе с ожерельями. Украшались орнаментом или насечками. Конструкция гривны менялась с течением времени. Неизменной оставалась жёсткость конструкции, дошедшая и до наших дней.
В старославянском языке слово гривна означало ожерелье или браслет, отсюда произошло второе значение слова гривна как денежная и весовая единица древнерусских и соседних с ними земель в XI—XV веках.
У других народов и народностей она имела иное название.

## История
Украшение известно с бронзового века. У некоторых народов гривны носили преимущественно мужчины, у других — женщины. У мидян и персов её носили знатные мужчины и женщины. У галлов она была сначала только женским украшением, затем — знаком достоинства мужчин-вождей. У римлян гривна называлась torques и служила наградой за боевые отличия. Гривна также входила в наряд знатных мужчин и женщин у скифов и сарматов, у тиссагетов на Каме, у согдийцев в Средней Азии. А. Лакиер указывал:

… в книгах Св. Писания словом гривна переводились слова, означавшие в подлиннике монисты, запястья, цепи, кольца и обручи, носимые на шее, окрест выи. Такие же цепи (torques) принадлежали к числу знаков отличия за службу у Римлян, и у народов средних веков делались из золота, серебра, слоновой кости, украшались драгоценными камнями и т. д. Длина и величина, богатство и драгоценность таких ожерелий соответствовали достоинству и заслуге награждаемого лица…— О знаках отличия за службу в России, до времен Петра Великого / А. Лакиер. — 1850.
Возможно, имела культовое значение (см. Гундеструпский котел).
В средние века она сохраняла то же значение у западных и восточных славян, скандинавов и многих волжских, камских, окских, балтийских племён. В то время на Руси гривна носилась как знак отличия (различия) и одновременно украшение. Русские дружинники в X—XI веках получали шейную гривну в качестве награды. В XII—XIV веках шейная гривна постепенно превратилась в исключительно женское украшение в зажиточных семьях. В XII—XIV веках гривна была на Руси женским украшением как у феодалов, так и у крестьян. В XVI веке в Руси она составляла часть свадебного наряда как жениха, так и невесты.

### Торквес
Торквес (торк) — кельтская разновидность шейной гривны: культовое ожерелье из бронзы, золота, драгоценных металлов, которое носили вокруг шеи, талии, поперек груди, как браслеты.
Большая часть их была открытой спереди, но, несмотря на это, многие из них были сделаны практически для постоянного ношения, и их было сложно снять, несмотря на то, что золото — мягкий металл. Слово происходит от лат. torquere или torques, от torqueo «скручивать», «поворачивать» (PIE лемма *terk?-).
Начиная со статуи хиршланденского бойца (VI в. до н. э., гальштаттская культура) в живописи и скульптуре торк является идентификатором «кельтского мира». Тем не менее шейные гривны были известны также скифам, иллирийцам,
фракийцам и другим народам европейского железного века c VIII века до нашей эры до III века нашей эры. Высоким уровнем мастерства отличаются скифские гривны из кургана Толстая Могила, перещепинского клада и других.
Торквесы часто встречаются разделанными на куски, а это значит, что они использовались как средства сбережения. Отмечено, что иберийские золотые торквесы делались с определёнными весами, кратными финикийскому шекелю.
Самые ранние кельтские торквесы обнаруживаются в захоронениях женщин. Как полагают некоторые авторы, торквес был украшением для женщин до конца III века до нашей эры, после чего стал атрибутом воинов. В железном веке золотой торквес для кельтов был ключевым элементом, идентифицировавшим владельца как человека высокого ранга, и многие из лучших произведений древнего кельтского искусства являются торквесами. Кельтский торквес исчезает в период великого переселения народов, но в эпоху викингов торквес возвращается в моду, в основном в виде серебряного украшения.
Первое появление торквесов в сицилийском искусстве относится к началу железного века, около 500 года до нашей эры. Тит Манлий получил прозвище «Торкват» от торквеса, снятого с убитого галла; в римской истории прославлены многие его потомки, носившие это имя.

## Галерея
- Торквес из музея в Реймсе
- Снеттишемский клад
- Северная Испания, IV—II века до нашей эры
- Бронзовый гальский торквес (современная репродукция)
- Ахеменидский торквес из Персии, 350 год до нашей эры. Из захоронения в Сузах
- Торквес из северной Галлии
- Торквес из Галисии
- Простой торквес. Музей паломничества, Рио-де-Жанейро
- «Умирающий галл». Фото головы скульптуры